# ویلیام گامو
ویلیام گامو (انگلیسی: William Gummow؛ زادهٔ ۹ اکتبر ۱۹۴۲) قاضی، باریستر، سلیسیتر اهل استرالیا است. 
او از قضات سابق دیوان عالی استرالیا بود و مدتی نیز به عنوان قاضی در دادگاه تجدیدنظر عالی هنگ کنگ مشغول به فعالیت بود. تحصیلات متوسطه خود را در مدرسه گرامری سیدنی به پایان رساند. وی تحصیلات خود را در دانشگاه سیدنی ادامه داد و در آنجا لیسانس گرفت و بعدها کارشناسی ارشد حقوق را دریافت کرد که هر دو را درجه ممتاز طی کرد. یکی از استادانش سر آنتونی میسون بود. او ازدواج نکرده‌است و در سال ۲۰۱۸، پس از یک پرواز طولانی مدت دچار لخته شدن خون در پا شد و مجبور شد قسمتی از پای خود را در سیدنی قطع کند دانشگاه سیدنی با اعطای دکترای افتخاری در حقوق از وی تقدیر کرده‌است.